# Adam Ostaszewski (major kawalerii)

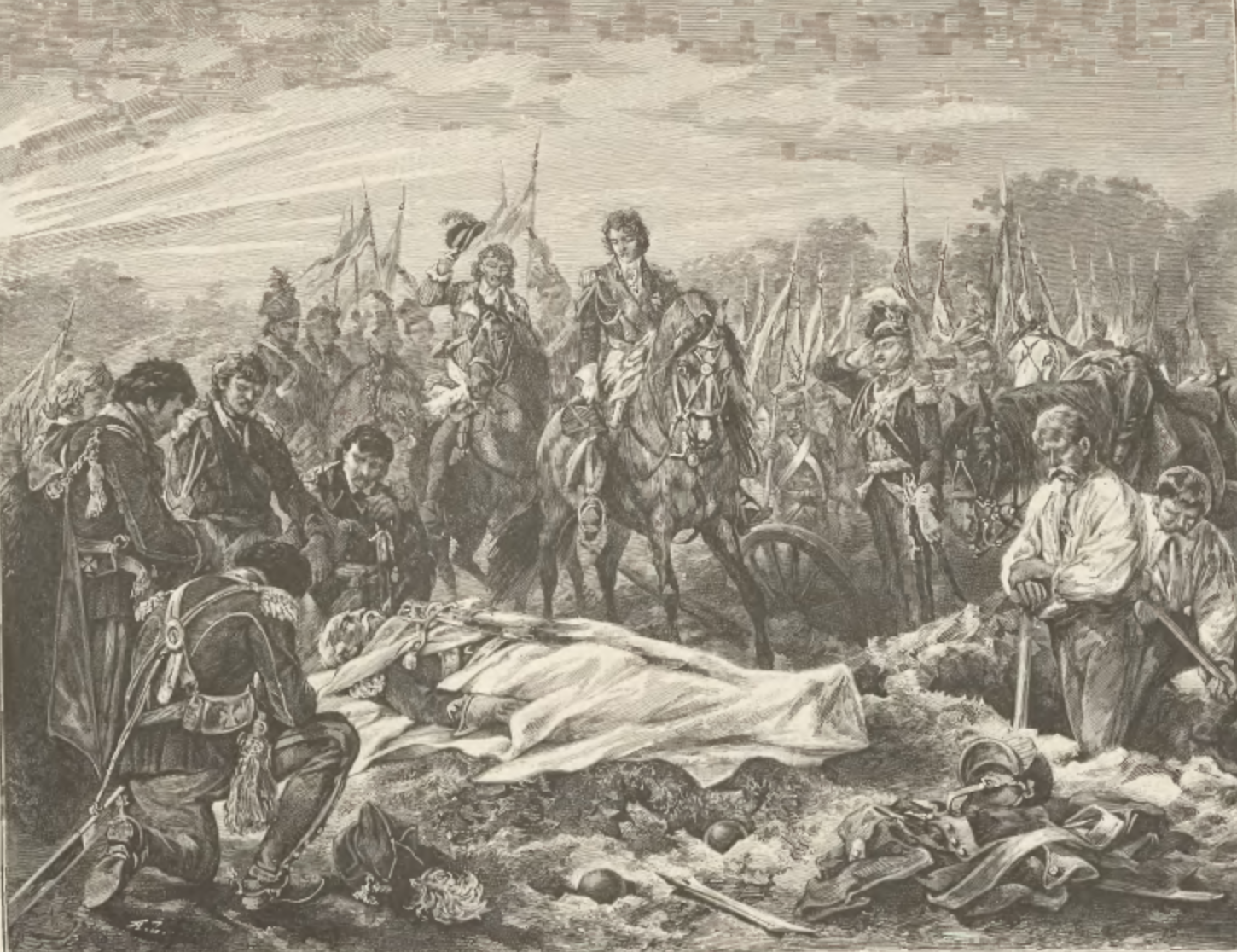
Juliusz Kossak, Śmierć Mohorta

Adam Ostaszewski herbu Ostoja (ur. 20 grudnia 1750 w Morawce k. Ciechanowa, zm. 19 grudnia 1829 Szkarawka k. Starokonstantynowa), major kawalerii narodowej 1792, upamiętniony w poemacie rycerskim Mohort Wincentego Pola.

## Życiorys
Urodził się 20 grudnia 1750 w Morawce k. Ciechanowa. Pochodził ze szlacheckiej rodziny Ostaszewskich herbu Ostoja. Był synem Tomasza i Anny z Budzyńskich Służył w wojsku koronnym na kresach Rzeczypospolitej w szwadronie rotmistrza Mikołaja Mrozowickiego. Po powołaniu przez Sejm Czteroletni w 1789 r. komisji cywilno-wojskowych dla województw, ziem i powiatów Rzeczypospolitej wszedł do komisji cywilno-wojskowej w Żytomierzu.
W czasie wojny polsko-rosyjskiej 1792 r. służył w armii polskiej pod dowództwem ks. Józefa Poniatowskiego. Walczył pod Boruszkowcami, Zieleńcami i pod Dubienką.
W bitwie pod Boruszkowcami, „na grobli zaszczytnie walczył, mężnie uderzył na działa, konia pod nim ubito.” Poeta Wincenty Pol w poemacie historycznym o Mohorcie, kresowym rycerzu i bohaterze, poległym 14 czerwca 1792 w bitwie pod Boruszkowcami, tak opisuje tę bitwę i moment przybycia księcia Poniatowskiego:
Z dział uderzono: i w szarym obłoku
I wódz i oddział zginął nagle oku.
Czekamy chwilę – koń Mohorta wraca...
A Ostaszewski: – „Teraz na nas praca!
[…]
Książę z raportu już o wszystkiem wiedział,
Że Mohort zginął, a na placu bitwy
Jest Ostaszewski i pagórka strzeże,
Gdzie działa stały – rzekł: „Szkoda méj Litwy!
I jakże zginął?”
„Jak giną rycérze!”
Rzekł Ostaszewski – „jak dąb się powalił,
Ale nas wszystkich swym zgonem ocalił!”
W bitwie pod Zieleńcami odznaczył się męstwem; pod Dubienką dowodził prawym skrzydłem i utrzymał daną sobie pozycję. Po skończonej bitwie Kościuszko powierzył mu straż obozu i przemówił wobec całego sztabu: „Gdzie tak waleczny oficer czuwa, mogę spocząć chwil kilka.”.
Po bitwie pod Dubienką książę Józef Poniatowski i Tadeusz Kościuszko przedstawili go królowi do awansu. W dniu 14 sierpnia 1792 został majorem kawalerii narodowej w 5 Brygadzie Kawalerii Narodowej Jana Świejkowskiego (po odejściu z brygady majora Józefa Szczutowskiego).
Po wojnie osiadł na Wołyniu. Sprzedawszy dziedziczną wieś Morawkę w ziemi ciechanowskiej na Mazowszu, około 1800 r. kupił w powiecie zwiahelskim, blisko Ostropola, wieś Pyszki. Później nabył także wsie Szkarawkę, Majdan i Widły w pow. zasławskim. W 1802 r. został wpisany, wraz z synem Eliaszem, do księgi szlachty guberni wołyńskiej. Na parę lat przed śmiercią zamieszkał w m. Szkarawka (dziś Wełyka lub Mała Szkariwka w obwodzie chmielnickim). . Tam zmarł dnia 19 grudnia 1829 r.; pochowany na cmentarzu w Ostropolu.
Z małżeństwa z Teklą Dąbrowską (córką Tadeusza Dąbrowskiego, stolnika halickiego, właściciela wsi Stupnik w powiecie winnickim) miał syna Eliasza, urodzonego w 1802, studenta prawa na Uniwersytecie Wileńskim, członka patriotycznego Zgromadzenia Filaretów w Wilnie, który został z racji swojej patriotycznej działalności poddany śledzwu i w latach 1823–1824 był więziony przez władze rosyjskie i osadzony w celi w klasztorze oo Bazylianów w Wilnie, gdzie więzieni byli również Adam Mickiewicz, Tomasz Zan i inni członkowie Zgromadzenia Filaretów. Eliasz Ostaszewski był autorem opublikowanych we fragmentach wspomnień, które ukazały się w zbiorze Wspomnienia polskich czasów dawnych i późniejszych wydanym we Lwowie w 1894 przez „Helleniusza” – Eustachego Iwanowskiego (1813–1903), pisarza, pamiętnikarza, archiwistę i zbieracza dziejów Ukrainy.
W 1883 Stanisław Witkiewicz namalował obraz przedstawiający majora Adama Ostaszewskiego po bitwie pod Dubienką. Obraz ten był wystawiony w Towarzystwie Zachęty Sztuk Plastycznych. W Muzeum Narodowym w Warszawie znajdują się rysunki przedstawiające obozowe krzesło i stół Ostaszewskiego.